# Kotroman Mokra Gora
Kotroman Mokra Gora (ancien code BELEX : KOTR) est une entreprise serbe qui a son siège social à Mokra Gora. Elle travaille dans le domaine de l'industrie chimique.
Kotroman Mokra Gora fait partie du groupe SHTS, un sigle pour Savez Hemičara i Tehnologa Srbije, l'« Association des chimistes et ingénieurs chimistes de Serbie ».

## Histoire
Kotroman Mokra Gora a été admise au libre marché de la Bourse de Belgrade le 8 août 2005 et en a été exclue le 27 avril 2007.

## Activités
La société Kotroman Mokra Gora produit du papier et du carton, mais aussi des matériaux en PVC, de la peinture et des vernis.

## Données financières
Le capital de Kotroman Mokra Gora est détenu à hauteur de 67,46 % par des entités juridiques, dont 57,46 % par l'Akcionarski fond Beograd et 10,00 % par le Pio fond RS ; les personnes physiques en détiennent 24,91 %.